# L'età giovane
L'età giovane (Le jeune Ahmed) è un film del 2019 scritto e diretto da Jean-Pierre e Luc Dardenne.

## Trama
Dopo la morte del padre, islamico moderato, Ahmed, adolescente musulmano del Belgio, vive con la madre e i due fratelli. La frequentazione della moschea locale lo porta a entrare in stretto contatto con l'imam, interprete radicale della sua fede. Nutrito nell'odio per gli infedeli, pianifica l'omicidio della sua insegnante Inès, che l'imam qualifica come apostata, in quanto intende impartire nel doposcuola un corso di arabo in cui si impari anche la lingua della vita quotidiana e non solo quella del Corano. 
Il tentativo fallisce, ma Ahmed viene arrestato e mandato al carcere minorile, affinché possa prendere coscienza di quanto fatto. A poco valgono le suppliche della madre, che vorrebbe ritrovare in Ahmed quello che fino a qualche mese prima era un adolescente spensierato. Il ragazzo simula un cambiamento al fine di incontrare l'insegnante e provare ancora a ucciderla, ma questa volta è una casualità a prevenire l'omicidio. Nel frattempo, impiegato presso una fattoria, conosce una coetanea, Louise. La ragazza è presto attratta da lui, che avverte in sé il conflitto tra gli impulsi dell'adolescenza e le sue idee religiose, per quanto lo celi in tutti i modi.
Un giorno Louise lo bacia, tra la reticenza di Ahmed, che si sottrae e, sentendosi peccatore, le chiede senza successo di diventare musulmana, per ridurre la gravità della sua colpa. Poco dopo il ragazzo scappa, si reca da Inès ancora una volta, ma tentando di penetrare nell'edificio cade rovinosamente a terra. Tra le lacrime invoca la madre e, quando Inès esce e si appresta a chiamare l'ambulanza, le chiede perdono.

## Produzione

### Sviluppo
Nell'agosto del 2016, pochi mesi dopo gli attentati terroristici a Bruxelles, i fratelli Dardenne annunciano al Festival del Cinema Europeo di Lima la realizzazione di un film sul terrorismo islamico in Europa. Luc Dardenne precisa che il film non tratterà degli attentati di Bruxelles, ma si concentrerà sul tema del fondamentalismo islamico. Pochi giorni dopo, il progetto viene annullato dai registi stessi a causa della risonanza mediatica successiva all'annuncio del tema del film.
Nel maggio 2018, alla vigilia del Festival di Cannes 2018, il progetto torna in produzione col titolo Ahmed e viene presentato alle case di distribuzione. Nel marzo 2019 la casa di produzione belga Cinéart annuncia il film, che sarà distribuito con il titolo Le jeune Ahmed.

### Riprese
Le riprese del film sono iniziate il 28 luglio 2018 nella provincia di Liegi e nei comuni di Seraing e Neupré; per tre settimane si sono svolte alla fattoria didattica della Croix de Mer a Faimes.

## Promozione
Il primo trailer del film viene diffuso il 26 aprile 2019.

## Distribuzione
Il film è stato presentato in anteprima al Festival di Cannes 2019 il 20 maggio, per poi essere distribuito nelle sale cinematografiche belghe e francesi a partire dal 22 maggio. In Italia è stato distribuito da BiM Distribuzione a partire dal 31 ottobre dello stesso anno.

## Riconoscimenti
- 2019 - Festival di Cannes[11]
  - Prix de la mise en scène a Jean-Pierre e Luc Dardenne
  - In competizione per la Palma d'oro
- 2020 - Premio César[12]
  - Candidatura per il miglior film straniero
- 2020 - Premio Magritte[13]
  - Miglior attrice non protagonista a Myriem Akheddiou
  - Miglior promessa maschile a Idir Ben Addi
  - Candidatura per il miglior film
  - Candidatura per il miglior regista a Jean-Pierre e Luc Dardenne
  - Candidatura per la miglior sceneggiatura a Jean-Pierre e Luc Dardenne
  - Candidatura per il migliore attore non protagonista a Othmane Moumen
  - Candidatura per la miglior attrice non protagonista a Claire Bodson
  - Candidatura per la miglior promessa femminile a Victoria Bluck
  - Candidatura per il miglior montaggio a Marie-Hélène Dozo